# Aranżacja szarości i czerni nr 2: portret Thomasa Carlyle’a
Aranżacja szarości i czerni nr 2: portret Thomasa Carlyle’a (ang. Arrangement in Grey and Black, No. 2: Portrait of Thomas Carlyle) – obraz olejny amerykańskiego malarza Jamesa McNeilla Whistlera namalowany w latach 1872–73, znajdujący się w zbiorach Kelvingrove Art Gallery and Museum w Glasgow (Szkocja). Obraz przedstawia szkockiego filozofa i historyka Thomasa Carlyle’a i kompozycyjnie jest podobny do wcześniejszego obrazu Aranżacja szarości i czerni nr 1: matka artysty namalowanego w 1871. Tytuł obrazu wskazuje na dominujące u Whistlera zainteresowanie w stworzeniu zrównoważonej harmonijnej aranżacji na płótnie. Było to dla artysty ważniejsze niż osiągnięcie dokładnego podobieństwa osoby pozującej.

## Historia
W czasie pozowania Whistlerowi 47-letni wówczas Thomas Carlyle mieszkał w londyńskiej dzielnicy Chelsea i był jednym z najbardziej cenionych obywateli miasta. Mieszkał przy Cheyne Row 24, obecnie Dom Carlyle'a, zachowany jako muzeum; w jego pobliżu przy Cheyne Walk 96 (dawniej Lindsey Row 2) znajduje się Lindsey House (obecnie również muzeum), w którym Whistler miał swoją pracownię. W towarzystwie wspólnego przyjaciela Carlyle odwiedzał pracownię Whistlera i oglądał obraz matki artysty. Spodobała mu się – według Whistlera – prostota dzieła przedstawiającego starszą panią z rękami opartymi na brzuchu i stwierdził, że sam chciałby być sportretowany.
Przyszedł wkrótce pewnego ranka, usiadł, ja miałem przygotowane płótno, pędzle i paletę a Carlyle powiedział: "A teraz wal śmiało!".

## Opis

Aranżacja szarości i czerni: matka artysty, 1871. Carlyle’owi spodobał się ten obraz; sam w podobny sposób pozował Whistlerowi.

Istnieją cztery szkice wstępne olejne oraz kilka rysunków związanych z ukończonym obrazem. Kilka szkiców przechowywanych we Freer Gallery of Art sugeruje, iż Whistler opierając na kompozycji obrazu matki brał pod uwagę różne warianty: rysunek kredą ukazuje Carlyle’a siedzącego w kącie przy ścianie, w narożniku pokoju widocznego z lewej strony, bez płaszcza, który w wersji olejnej spoczywa na jego kolanach. Malując obraz Carlyle’a Whistler nawiązał do płaskiej kompozycji portretu matki i dodał surdut, który nadal szerszy kształt przedstawianej postaci, przypominając suknię matki z pierwszego obrazu. Obraz przedstawiający Carlyle’a jest nieco szerszy od portretu matki artysty i ma format pionowy. Inne różnice to subtelny zwrot głowy Carlyle’a w kierunku widza oraz kształt sylwetki spowodowany zwisającym z jego kolan płaszczem, co wywołuje atmosferę psychologicznego niepokoju, różniącą ten obraz od bardziej statycznego portretu pani Whistler.
Kompozycja z figurą z profilu, namalowana przy użyciu ciemnych barw, to z kolei cecha wspólna obu obrazów stanowiąca główny motyw artystycznej konstrukcji użytej dla oddania całej psychologicznej dociekliwości, zawartej w obrazach; Whistler namalował wybitnego filozofa tamtych czasów jako pełne niuansów studium form i kolorów.

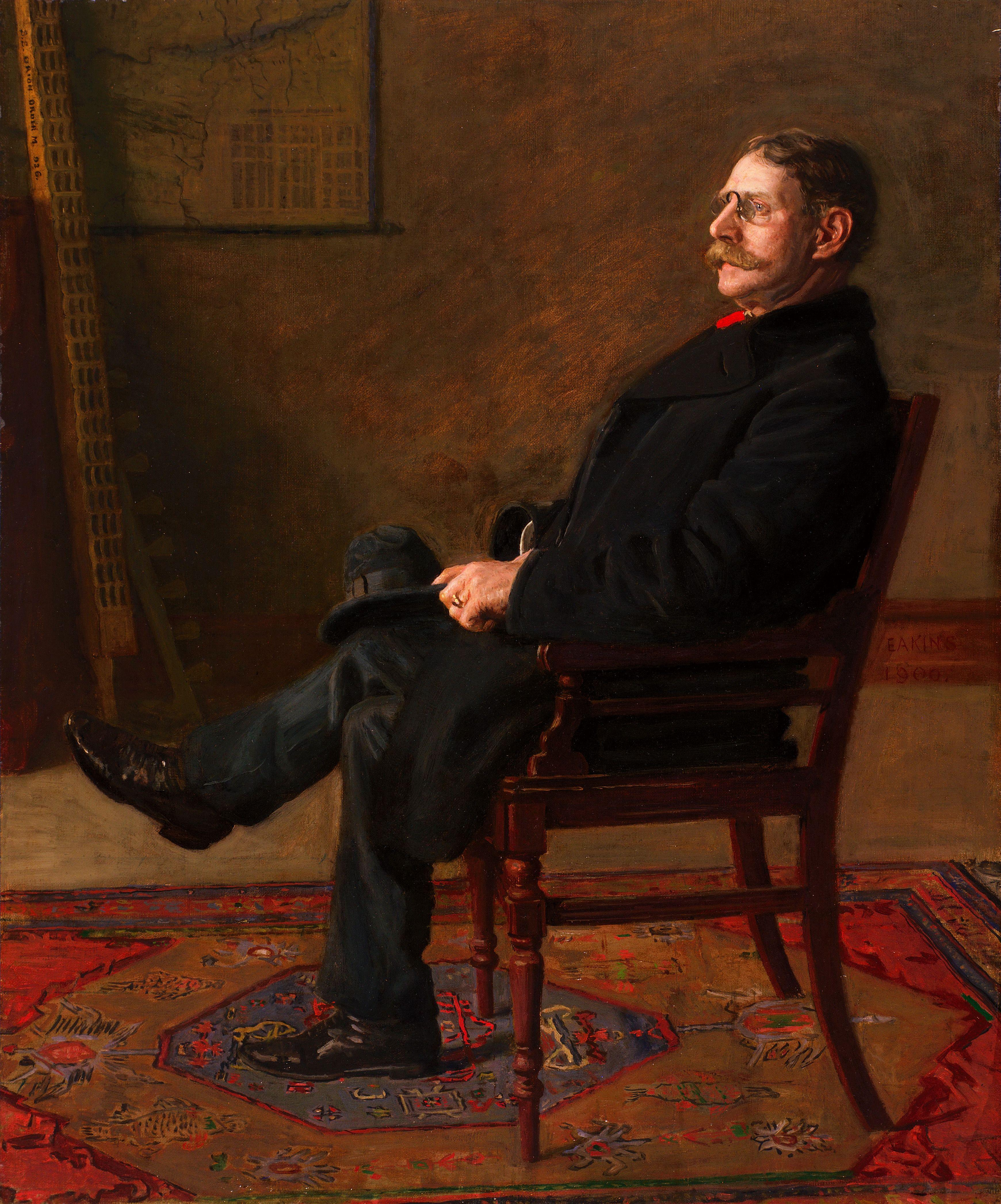
Obraz Frank Jay St. John Thomasa Etkinsa z 1900, wykazuje wpływ portretu Carlyle’a pędzla Whistlera na malarza realistycznego o innej wrażliwości.

Chociaż Whistler początkowo prosił o dwa lub trzy sesje, Carlyle pozował mu od 1872 do lata 1873. Niektórzy świadkowie opowiadali o nieruchomej sylwetce Carlyle’a w przeciwieństwie do gorączkowych ruchów Whistlera; artysta Hugh Cameron wspominał:
To była najzabawniejsza rzecz, jaką kiedykolwiek widziałem. Carlyle siedział w bezruchu, niczym pogański bożek z orientalnej sagi a Whistler skakał wokół niego jak wróbelek.
Whistler po latach napisali o Carlyle’u:
To mój faworyt. Lubię ten, otaczający go, łagodny smutek! – może on był nawet wrażliwy – a nawet niezrozumiany – kto wie!.
Powołanie się przez Whistlera na smutek i odczucie 'niepokoju' w tej charakterystyce może odzwierciedlać żal, jaki Carlyle odczuwał po śmierci swojej żony Jane Welsh Carlyle, która zmarła w 1866. W czasie pozowania Whistlerowi, Carlyle zapisał w swoim pamiętniku: " wszystkie przejawy tego biednego, słabnącego i szarlatańskiego świata wydają mi się coraz bardziej ponure, jałowe, fałszywe i szpetne.".
W 1891 Aranżacja szarości i czerni nr 2: portret Thomasa Carlyle’a stała się pierwszym obrazem artysty, który wszedł w skład kolekcji publicznej; nastąpiło to po tym jak, na skutek nalegań artystów ze szkoły Glasgow, obraz został zakupiony przez miasto Glasgow.